# Burg Ober-Ense
Die ehemalige Burg Ober-Ense, auch Oberense oder Schloss Ense genannt, ist eine abgegangene Wasserburg am südlichen Ortsrand von Ober-Ense, einem Stadtteil von Korbach im nordhessischen Landkreis Waldeck-Frankenberg. Von der ehemaligen Burganlage sind heute nur noch Reste von zwei Ecktürmen und der östlichen Mauer vorhanden.

## Geschichte
Die Burg wurde 1350 erstmals als Lehen der Abtei Corvey an die Herren von Engern erwähnt. Von wem und wann sie erbaut wurde, ist nicht eindeutig ermittelbar. Später kam sie dann in den Besitz der Herren von Padberg. Diese verpfändeten sie 1410 an den Kölner Erzbischof Friedrich von Köln. Graf Heinrich IX. von Waldeck duldete jedoch keinen Besitz Kölns auf seinem Territorium und nach zahlreichen Fehden mussten die Padberger 1454 endgültig auf Ober-Ense (Oberense) verzichten. Die Burg kam in Graf Heinrichs Besitz. Dieser übertrug sie dann an Kraft IV. von Grafschaft 1454 (oder 1457) zu Lehen, und die Herren von Grafschaft verlegten ihren Wohnsitz von der verfallenden Burg Nordenau nach Ober-Ense. Sie erneuerten die Burg und verstärkten sie durch zwei Ecktürme. 1521, nach dem Tod Philipps von Grafschaft, erhoben die Herren von Viermünden zwar Ansprüche auf die Burg, erhielten jedoch nur eine Abfindung.
Am 15. September 1572 starb Jobst (Jodocus) von Grafschaft, der letzte seines Geschlechts, auf der Burg. Damit fiel das Lehen an die Grafschaft Waldeck zurück. Graf Heinrich VII. von Waldeck-Wildungen und seine Gemahlin Anna von Viermünden zu Nordenbeck machten Ober-Ense zu ihren Wohnsitz.
Ab 1599 bewohnte dann Magdalene Lucia von Waldeck (* 16. Februar 1561/62; † 10. April 1621), eine Tochter des Grafen Wolrad II. von Waldeck, bis zu ihrem Ableben die Burg. Sie nannte sich „Burgfräulein von Ober-Ensa“.
Zu Anfang des 18. Jahrhunderts ließ Fürst Friedrich Anton Ulrich von Waldeck die inzwischen baufällig gewordenen Gebäude abbrechen. Die noch brauchbaren Steine wurden für den Bau des fürstlichen Herrenhauses in Korbach verwendet.

## Heutiger Zustand
Von dem quadratischen Grundriss der Burg ist noch ein etwa drei bis fünf Meter hoher Sockel erhalten. Ursprünglich war sie von einem Wassergraben umgeben, der im Osten noch erkennbar ist. Der Wassergraben wurde von oberhalb gelegenen Quellen der Itter gespeist. Von denen sich an der Ostseite befindlichen zwei Wehrtürmen finden sich ebenfalls noch geringe Fundamentreste. Die Reste des nördlichen Turms weisen noch Schießscharten auf. Erhalten ist auch ein Keller an der Nordwestseite, der vermutlich jedoch zu einer bereits 1505 erwähnten Mühle gehört haben könnte.

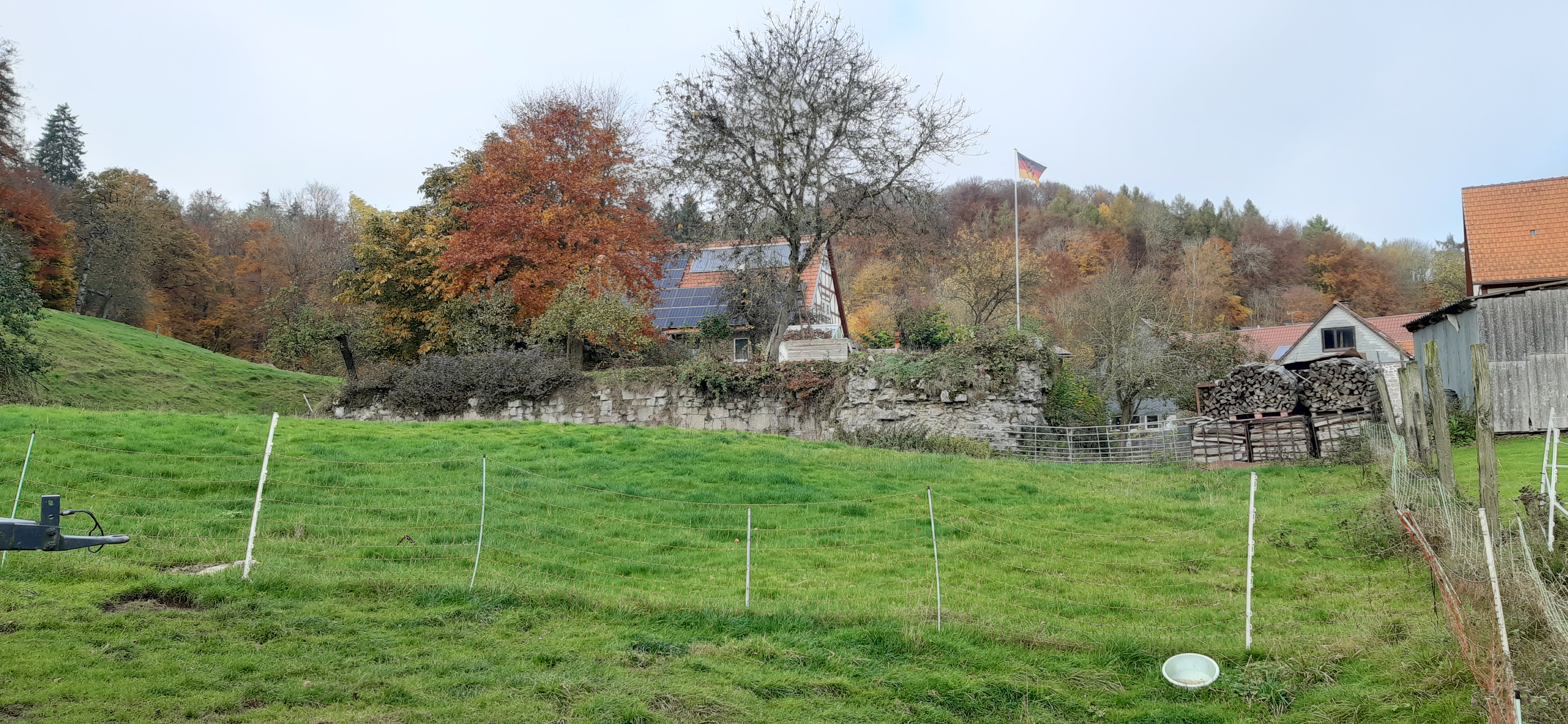
Burgreste von der Straße aus
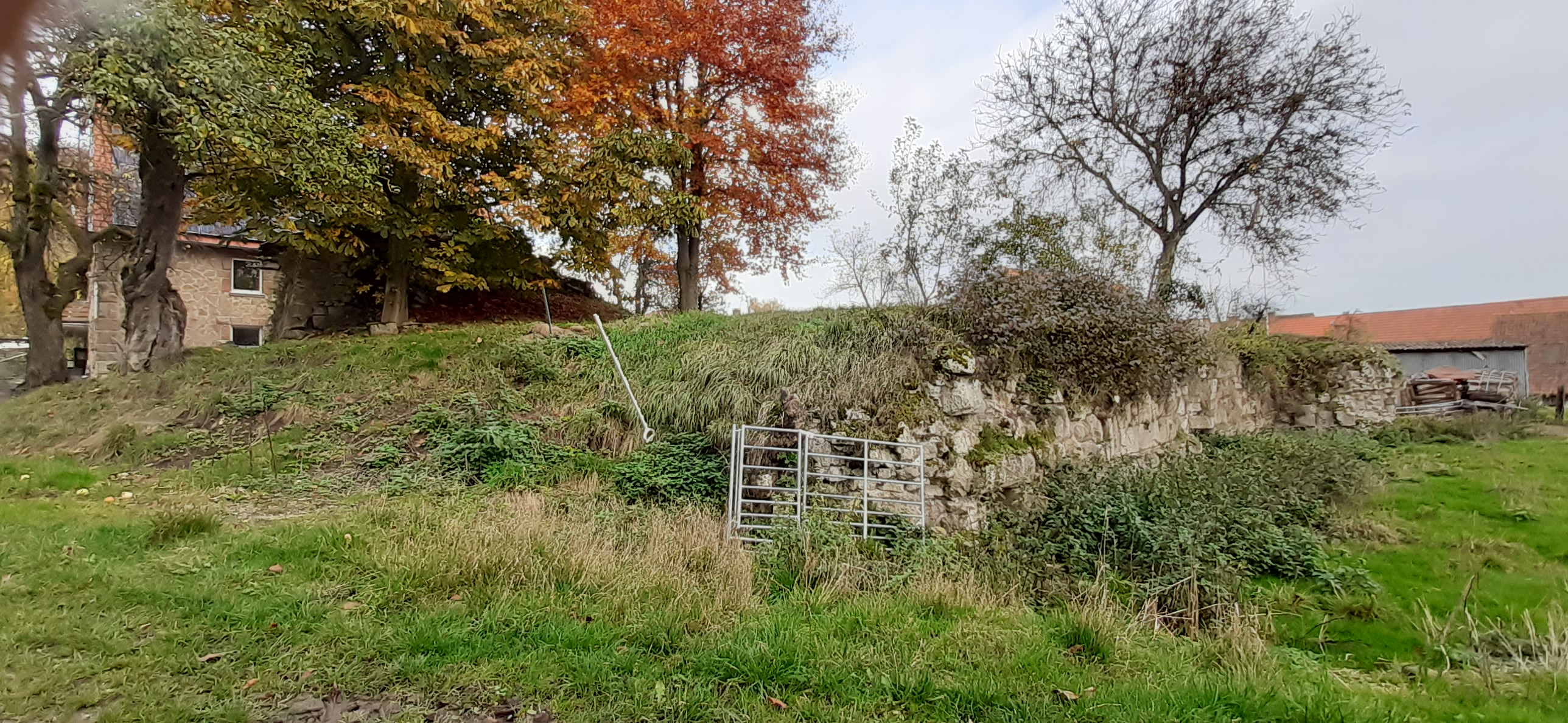
Die südwestliche Ecke der kastellförmigen Burg
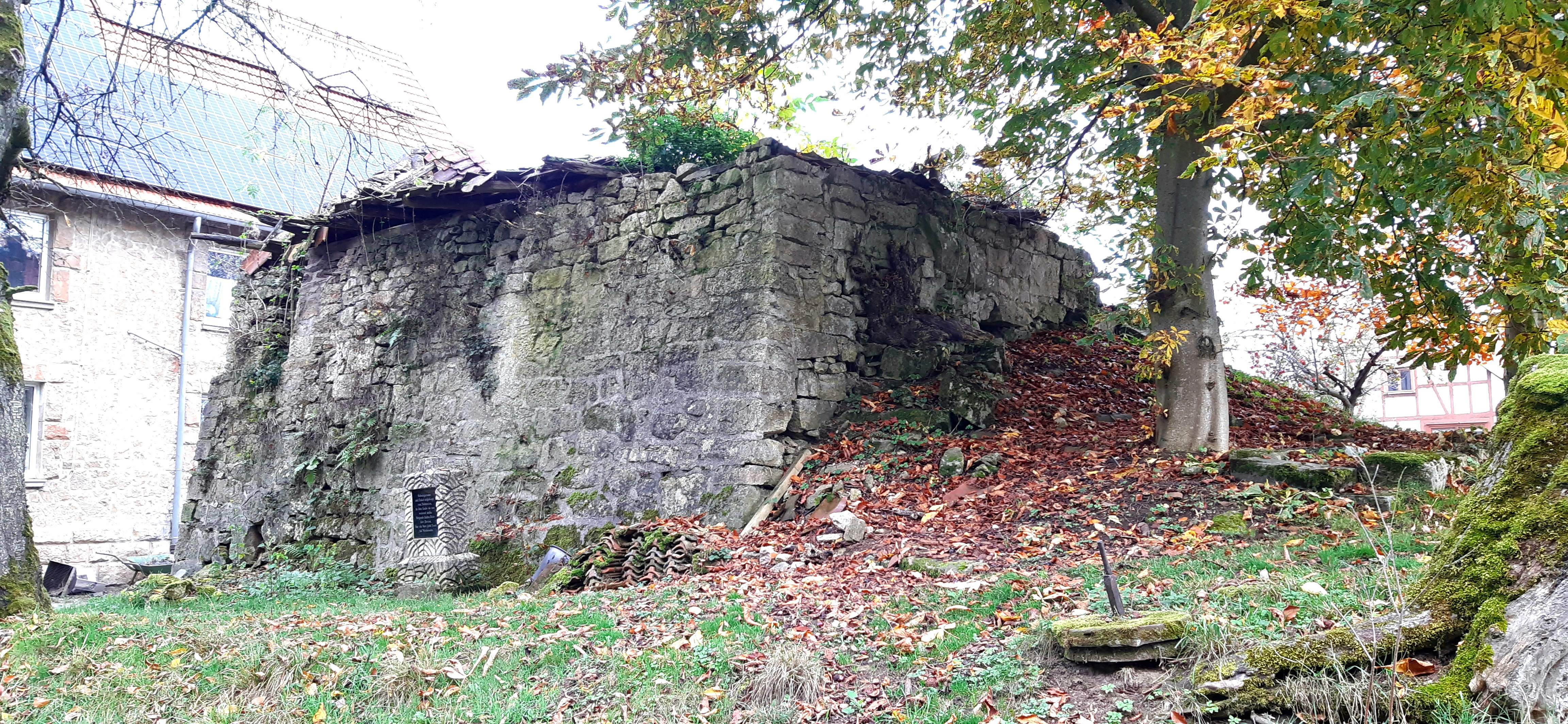
Gebäude- oder Kellerrest an der nordwestlichen Ecke der Burgruine
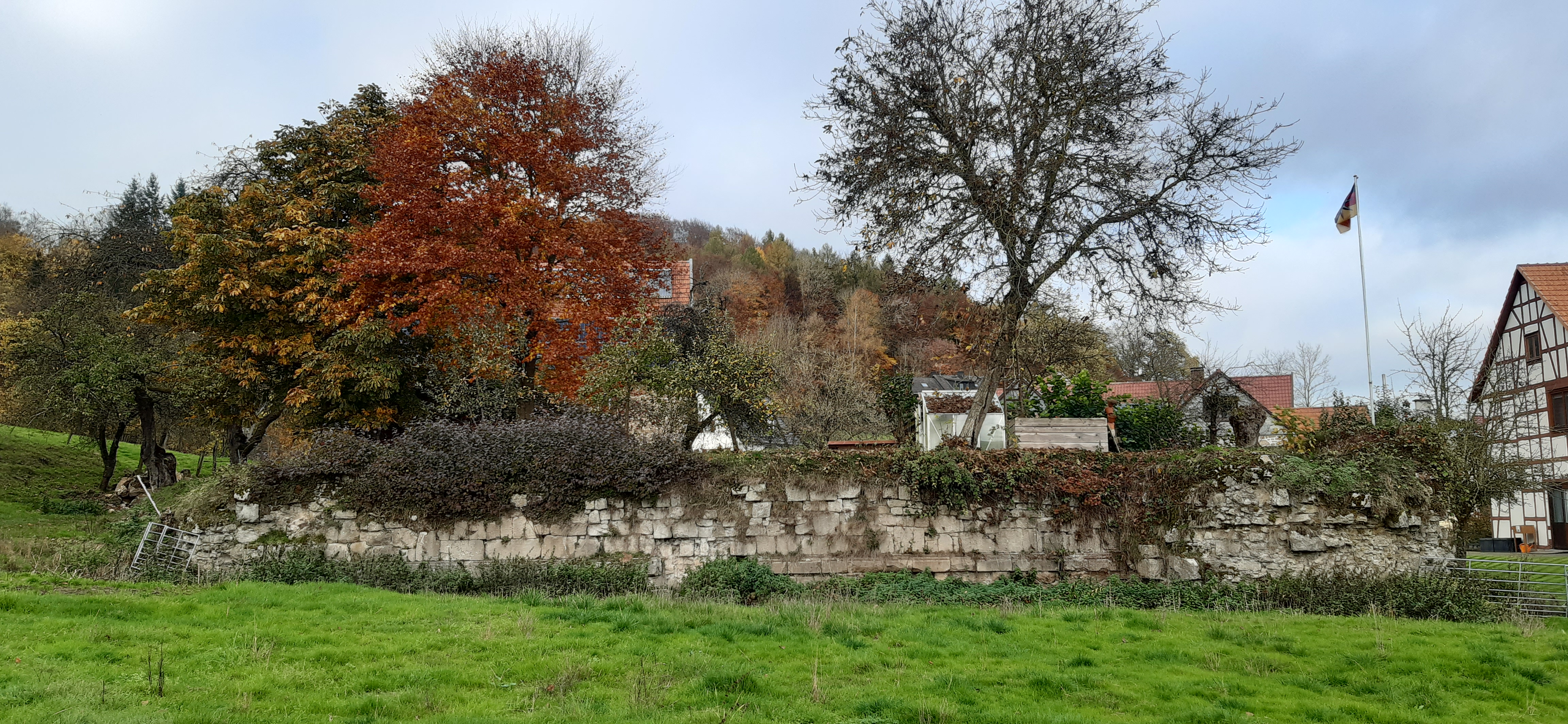
Die Südfront der Ringmauer